# Четверта космічна швидкість

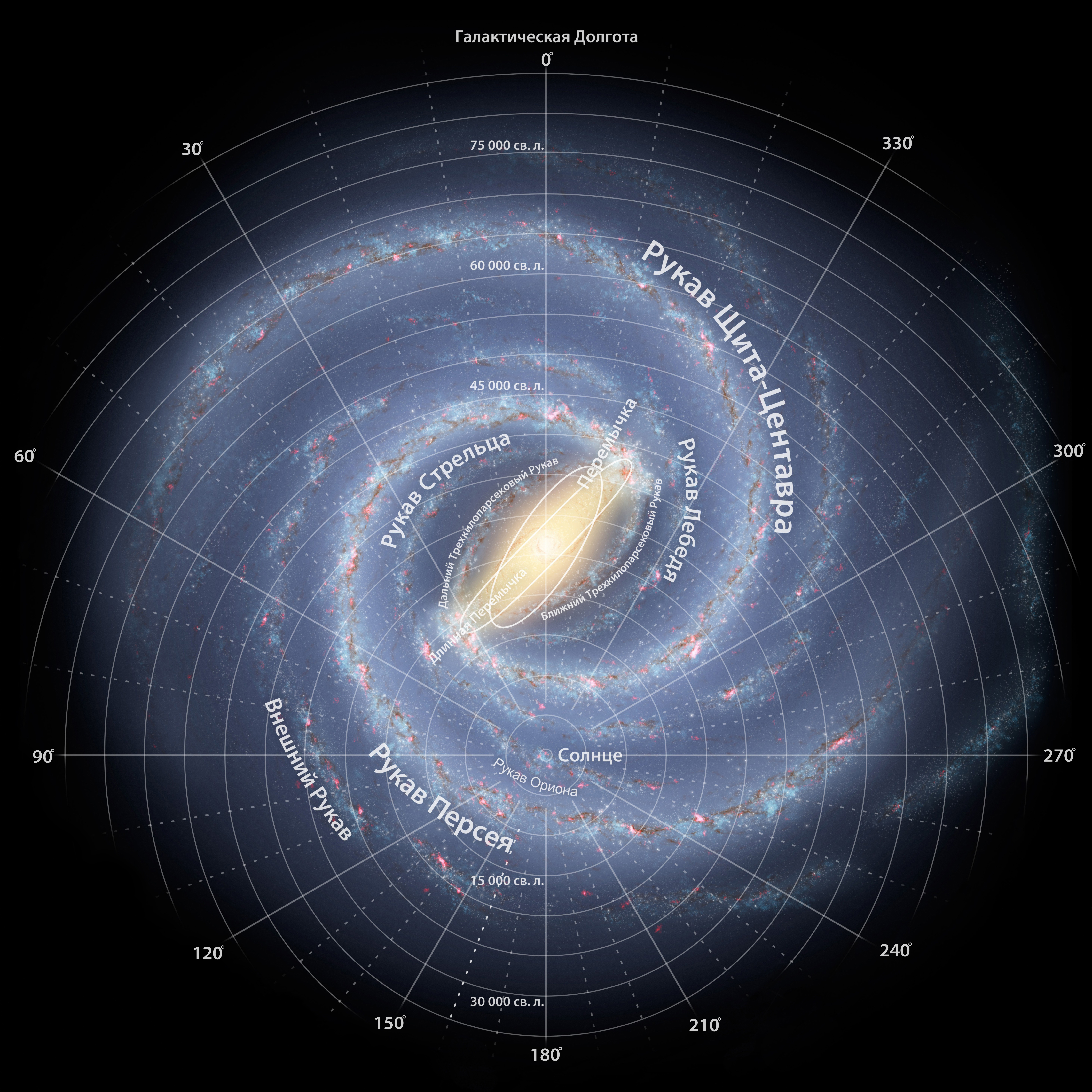
Галактика Чумацький Шлях

Четверта космічна швидкість — мінімально необхідна швидкість тіла, що дозволяє подолати тяжіння галактики.
Четверта космічна швидкість не постійна для всіх точок Галактики, а залежить від відстані до центральної маси (для нашої галактики такою є об'єкт Стрілець A*, надмасивна чорна діра). За приблизними попередніми розрахунками в районі нашого Сонця четверта космічна швидкість становить близько 550 км/с. Значення сильно залежить не тільки (і не стільки) від відстані до центру галактики, а й від розподілу мас речовини по Галактиці, про які наразі немає точних відомостей, зважаючи на те, що видима матерія складає незначну кількість загальної маси, що бере участь у гравітаційній взаємодії, а решта — прихована маса. Поза кружалом Галактики розподіл мас є більш-менш симетричним, як видно з вимірів швидкостей кулястих скупчень та інших об'єктів сферичної підсистеми.

## Обчислення
Четверта космічна швидкість чисельно дорівнює квадратному кореню з гравітаційного потенціалу в цій точці галактики (якщо обрати за гравітаційний потенціал рівний нулеві на нескінченності):
{\displaystyle v_{4}={\sqrt {\varphi }}},
де φ — гравітаційний потенціал.

## Цікаві факти
- Швидкість руху самого Сонця навколо центру галактики становить приблизно 217 км/с, і якби воно рухалося приблизно вдвічі-втричі швидше, то перестало б бути супутником об'єкта Стрілець A* і з часом покинуло б Чумацький Шлях.
- Одна із зірок подвійної системи через розрив надмасивної чорної діри може отримати значний імпульс, іноді достатній, щоб побороти притягання Галактики (аж до 4000 км/с)[2].
- Пульсар B1508 +55[3], віддалений від Землі на 7700 світлових років, рухається із швидкістю 1100 кілометрів на секунду, що вдвічі перевищує четверту космічну швидкість (550 км/c).